# Guarnição (força militar)

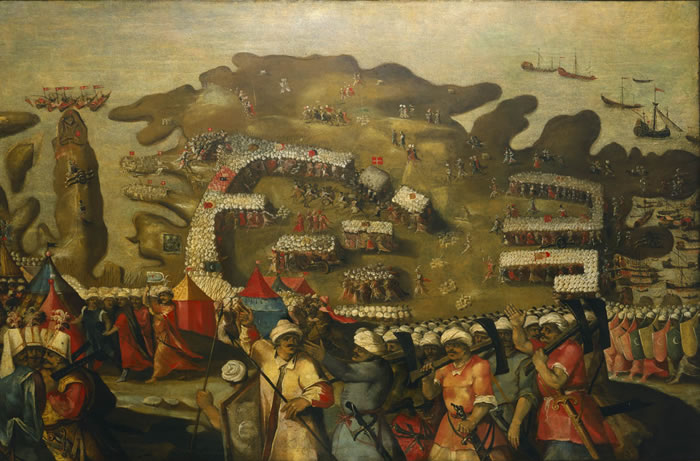
"Chegada da frota do reitor ", mostrando a guarnição de Malta em 1565 e a força de invasão otomana.

Uma guarnição (do francês garnison, em si do verbo garnir, "equipar") é qualquer corpo de tropas estacionadas em um determinado local, originalmente para guardá-lo. O termo agora se aplica frequentemente a certas instalações que constituem uma base militar ou quartel-general militar fortificado. Uma guarnição geralmente está em uma cidade, vila, forte, castelo, navio ou local similar. "Cidade da Guarnição" é uma expressão comum para qualquer cidade que tenha uma base militar nas proximidades.
"Cidades de guarnição" (em árabe: حصون) foram usadas durante as conquistas árabes islâmicas das terras do Oriente Médio por exércitos árabes - muçulmanos para aumentar seu domínio sobre as populações indígenas. A fim de ocupar áreas não-árabes e não-islâmicas, tribos árabes nômades foram tiradas do deserto pela elite árabe dominante, recrutadas em exércitos islâmicos e se estabeleceram em cidades de guarnição, bem como receberam uma parte nos despojos de guerra. A principal utilidade das guarnições árabe-islâmicas era controlar os povos indígenas não-árabes desses territórios conquistados e ocupados e servir como bases de guarnição para lançar novas campanhas militares islâmicas em terras ainda não dominadas. Um aspecto secundário das guarnições árabe-islâmicas foi o desenraizamento das tribos árabes nômades mencionadas acima de suas regiões de origem na Península Arábica, a fim de evitar proativamente esses povos tribais, e particularmente seus jovens, de se revoltarem contra o estado islâmico estabelecido em meio deles.
No Reino Unido, "Garrison" também se refere especificamente a qualquer uma das principais estações militares, como Aldershot, Catterick, Colchester, Tidworth, Bulford e Londres, que têm mais de um quartel ou acampamento e seu próprio quartel-general militar, geralmente comandado por um coronel, brigadeiro ou major-general, assistido por um sargento-mor da guarnição. Na Irlanda, o futebol de associação (diferente do futebol gaélico) tem sido historicamente denominado o "jogo da guarnição" ou o "esporte da guarnição" por suas conexões com militares britânicos servindo em cidades e vilas irlandesas.

## Algumas guarnições militares
- Guarnição Militar de Brasília (Brasil) [3]
- Guarnição Militar de Teresina (Brasil) [4]
- Guarnição Militar de Skövde (Suécia) [5]